# Spreizflügelfalter
Die Spreizflügelfalter (Choreutidae) sind eine Familie der Schmetterlinge (Lepidoptera). Sie kommen weltweit mit ca. 400 Arten vor. In ganz Europa sind bis jetzt 17 Arten beschrieben, von denen in Mitteleuropa 12 Arten vorkommen. Sie wurden früher zu den Rundstirnmotten (Glyphipterigidae) gezählt. Auch wurden sie in die Überfamilie Sesioidea eingeordnet, haben aber mittlerweile eine eigene, nur ihre Familie enthaltende Überfamilie, deren Verwandtschaftsverhältnis zu den anderen aber noch unklar ist.

## Merkmale
Die Falter erreichen eine Flügelspannweite von 5 bis 20 Millimetern. Die Vorderflügel sind eher breit und weisen oft metallische Muster auf. Die Hinterflügel sind ähnlich breit, wie die Vorderflügel und sind abgerundet. Sie sind kurz gefranst. Die fadenförmigen Fühler sind mittellang und erreichen 0,5 bis 0,75 mal die Länge der Vorderflügel. Neben den Facettenaugen haben die Falter auch Punktaugen (Ocelli). Ihre Maxillarpalpen sind gut entwickelt, oder zurückgebildet, ihr an der Basis geschuppter Saugrüssel ist voll entwickelt.
Die Vorderflügel haben 12 Flügeladern mit zwei Analadern (1b und 1c), die Hinterflügel, die eine gut ausgebildete Aderung aufweisen haben 10 Adern mit drei Analadern (1a, 1b und 1c).

## Lebensweise
Die oligophagen Raupen skelettieren Blätter, nur wenige sind Minierer. Sie fressen Pflanzen zahlreicher Familien, wie z. B. Rosengewächse (Rosaceae), Brennnesselgewächse (Urticaceae), Maulbeergewächse (Moraceae), Lippenblütler (Lamiaceae), Korbblütler (Asteraceae) und Osterluzeigewächse (Aristolochiaceae).
Manche Arten sind Schädlinge, wie z. B. Choreutis pariana an Apfel.

## Systematik
Innerhalb der Familie der Spreizflügelfalter (Choreutidae) werden drei Unterfamilien unterschieden:
- Brentiinae: Mit etwa 70 Arten, verbreitet in der Nearktis, Südasien und Australasien.
  - Brenthia
    - Brenthia elachista Walsingham, 1900
- Choreutinae: Mit etwa 290 Arten, verbreitet in der Holarktis sowie pantropisch; in der indonesisch-australischen Region liegt die höchste Artenvielfalt vor.
- Millierinae: Mit nur 3 Arten, die in Europa, Florida und Chile heimisch sind.

Hier eine Aufzählung der in Europa verbreiteten Arten:

### Unterfamilie Millierinae
- Millieria dolosalis (Heydenreich, 1851) A, CH, D

### Unterfamilie Choreutinae
- Anthophila abhasica Danilevsky, 1969 A, D
- Brennnessel-Spreizflügelfalter Anthophila fabriciana (Linnaeus, 1767) A, CH, D
- Anthophila threnodes (Walsingham, 1910)
- Choreutis diana (Hübner, 1822) CH, D
- Choreutis nemorana (Hübner, 1799) A, CH, D
- Choreutis pariana (Clerck, 1759) A, CH, D
- Prochoreutis holotoxa (Meyrick, 1903) A, CH
- Prochoreutis myllerana (Fabricius, 1794) A, CH, D
- Prochoreutis sehestediana (Fabricius, 1776) CH, D
- Prochoreutis solaris (Erschoff, 1877)
- Prochoreutis stellaris (Zeller, 1847) A
- Prochoreutis ultimana (Krulikovsky, 1909)
- Tebenna bjerkandrella (Thunberg, 1784) A, CH, D
- Tebenna chingana Danilevsky, 1969
- Tebenna micalis (Mann, 1857) CH, D
- Tebenna pretiosana (Duponchel, 1842)